# 聚楽式算術教授法

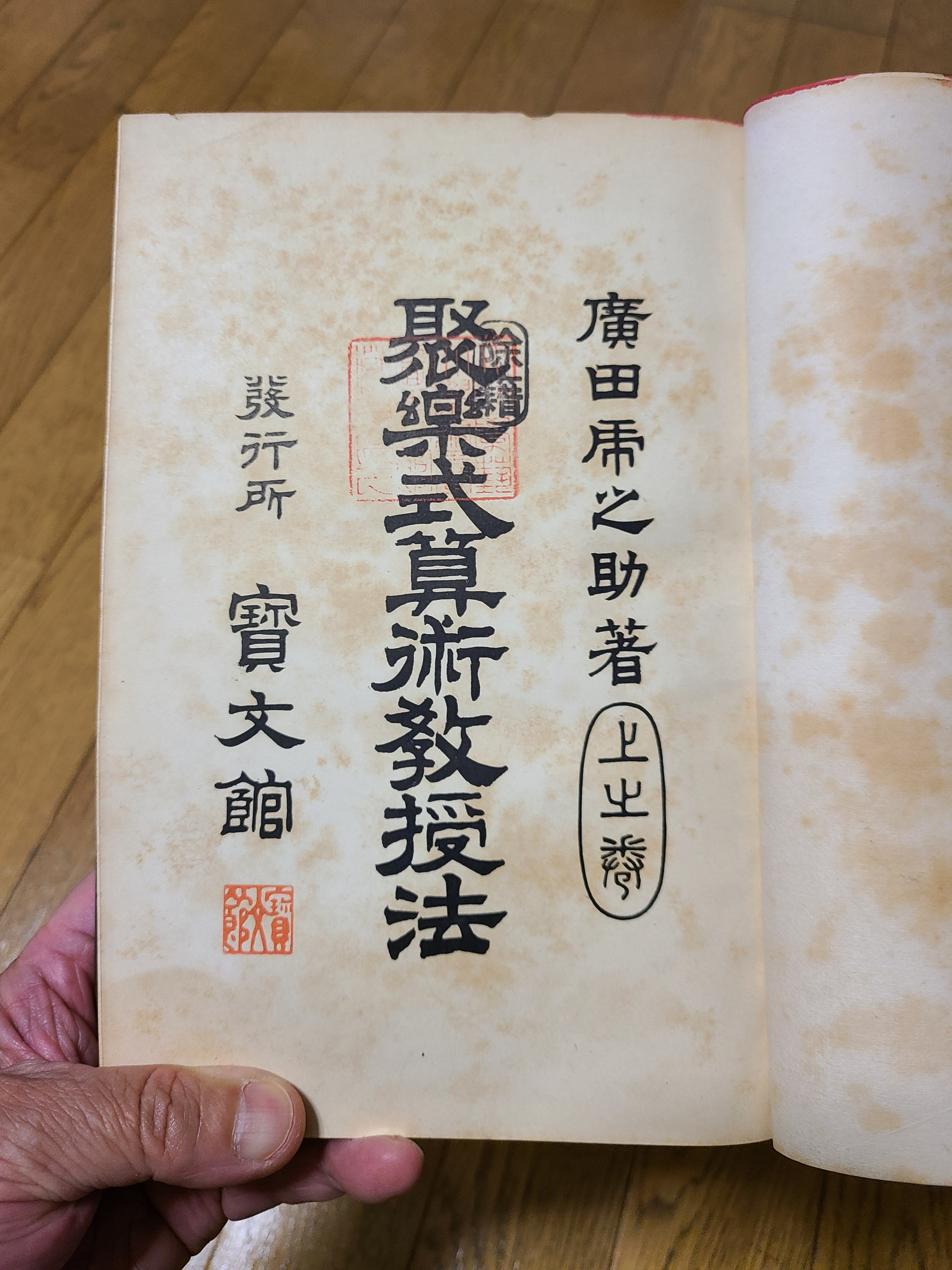
聚楽式算数教授法 上巻（1908年）

聚楽式算術教授法（じゅらくしきさんじゅつきょうじゅほう）とは、明治期に廣田虎之助が提唱した小学校初等科での計算指導方法である。廣田は京都市の聚楽尋常小学校の教員として算術を教える中で、独自の指導方法を考案し、児童に実験授業を行うことでその有効性を証明した。聚楽式の主な成果は「教える数の範囲の拡張」で、当時の国定教科書では小学校1年生では20以下の加減乗除、小学校2年生で100までの加減乗除としていたものを、聚楽式では小1で100までの加減累加を教えることに成功し、小2で10000までの加減乗除を教えることなど、かなりのレベルアップができた。

## 概要
聚楽式では小学校6ヶ年を次のように指導していく。
1. 尋常科1、2学年では規則算（四則計算）を主とし、計算の基礎を擁立する。
2. 第3、4学年においては実用算（文章題）を主として、生徒に必須な知識の基礎を与え、規則算の練習と科学的計算の予備とする。
3. 第5、6学年においては科学的計算を主として思考を正確にするべく鍛錬し、算術科全体の目的を達する[2]。

計算指導では四則計算を並列に教えることは子供を混乱させる。最初に加法を確実に教えることができれば、減法はその3分の1の力も用いずにできるようになる。累加を確実に教えておけば乗算、九九はただちに理解し児童が九九を記憶するのも速い。九九が確実になれば、筆算乗法も容易にできる。従って除法の理解も速くなるとする。その他の聚楽式の特徴としては「教える数の範囲の拡張」「計算問題の先習」「数字の学習は読みを先行させる」「反復練習の意義」「暗算を韻律で教える」ことなどがある。

## 命名について
廣田は「聚楽式」の由来について、勤務校の小学校の学区が豊臣秀吉の聚楽第のあった地に作られた学校なので「聚楽校」と名付けられ、廣田はそこで18年余の長きにわたり教育活動をしてきて世の中では廣田の教授法を誰言うとなく「聚楽式」とよぶようになっていたので、「天が余に命名せられたる者と信じて」聚楽式算術教授法と命名したと述べている。

## 指導方法

### 加法を根源とする
計算の根源は加法であり、加法より始めるべきである。加法が根本となって減法がある。乗法のもともまた加法である。累加がもとになって乗法が生まれる。乗法を知らずして除法もない。あらゆる計算の形式を同時に子供の頭に注ぎ込むことは、加法のできない子供に減法を教え、累加の分からない子供に乗法を教え、乗法の分からない子供に除法を教えることになり、子供の頭を混乱させるのは当然である。従って一つの計算方法を確実に習熟させてから、次の計算法を教えなければならない。

### 数概念
初歩の算数教育においては、具体物を数える直感的方法も重要だが、物を数えることに依存しすぎると筆算を教えるときに、指を折って数えるなど計算能力の発達の妨げになる現象が見られる。数の直感から次の段階で数の系列をたどって数えることによって数概念が成立する。

### 読み先行の数字学習
数の系列を知らないものに数を教授することはできない。従ってまず1から10までの数の唱え方を十分に教え、これを順に唱えることができるようになったら、10，9，8，7……と逆に唱えさせる。これを行うと「5つという数は4つよりも1つ多い数で、5つは6つよりも1つ少ない数だ」というようなことが自然に理解される。1から10までを十分練習したら、同様に10，20，30，……90，100までを唱える練習をする。そうすると子供の頭の中に100＝90＋10だというようなことが知られるようになる。この反復練習は毎日行ってその順序を確実に記憶させておくことが必要である。

### 予備的暗算
初級の場合は予備的暗算は筆算を教えるときに計算の理解を容易にする。たとえば、「13635÷43＝317あまり4」の筆算をやらせる場合、予備的暗算として、減法として「136－129＝7」「73－43＝30」「305－301＝4」、乗法として「43×1＝43」「43×2＝86」「43×3＝129」「43×7＝301」「43×8＝344」「43×9＝387」、除法として「13÷4＝3あまり1」「7÷4＝1あまり3」「30÷7＝4あまり2」を暗算できるようにしておけば、筆算を行うときに容易にできる。しかし、現在の実際の授業では突然13635÷43をやっているから子供はできないのである。
筆算の基礎を教える前に予備的暗算を教えておくことが必要である。
文章題・応用問題を初めて教えるときも予備的暗算が必要である。たとえば「甲乙の二人同時に同じ場所から出発し、同方向に進み、甲は毎日13里、乙は毎日10里半進み、15日後に甲はどこまで進み、乙は何里遅れるか」という問題を最初に課すことは子供には困難である。そこで「太郎と二郎の2人が同時に学校を出発して東の方に進んでいくのだ。そこで太郎は一日に10里進む。二郎は7里しか歩けないのだ。一日に太郎は何里先に行くか。二郎は何里遅れるか。そうだ、1日に二郎は3里遅れる。しからば5日では？、そうだ3・5・15(さんごじゅうご)里だ。10日では？、そうだ30里。しからば15日では？」というように予備的暗算を教えることで、その道理を導くことができればその理解が容易になる。その後でこの応用問題を出せば、「先生分かりました」とすぐに挙手する。このときの子供の勢いというものは大したものである、と廣田は述べている。

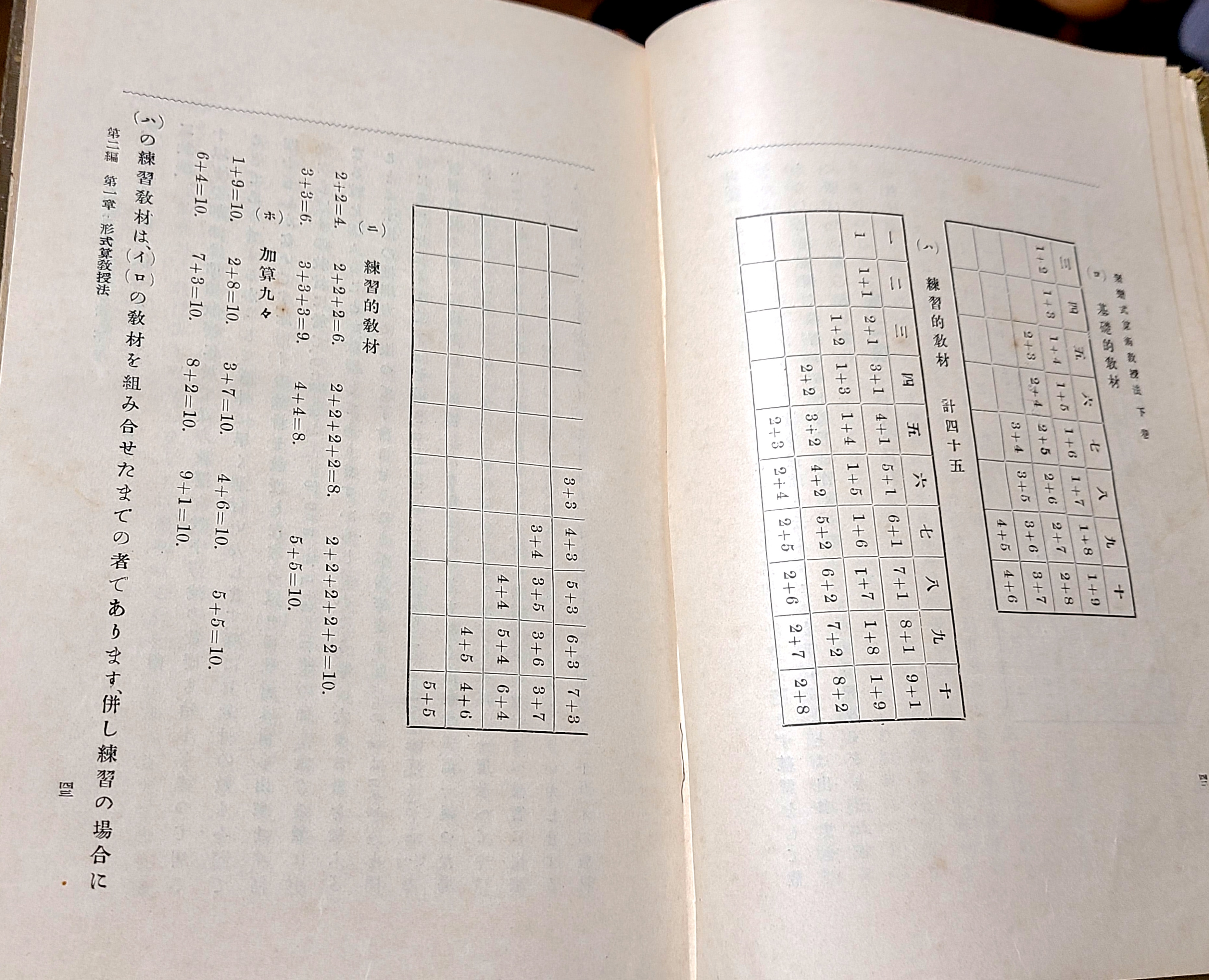
廣田虎之助の『聚楽式算術教授法 下』（1909年）の基礎計算教授の部分。

### 基礎的教材に全力を注ぐ
計算の基礎となるものは少ないのでそれに全力を注ぐ。たとえば20以下の計算の基礎は36個である。その36個もわずかな原理に帰することができる。
たとえば、7＋8＝15という基礎的計算の教材ができていれば、「17＋8」「27＋8」「37＋8」……「77＋8」「87＋8」「70＋80」「700＋800」も同一原理によって計算できる

### 数の範囲の拡張
当時の国定教科書では小1，2までで100以下の計算を教えていたが、廣田は「数は範囲の大小によって難易があるのではない。ある程度は〈数関係の難易〉にある。したがって教材の配列は〈数関係の難易〉によらなければならない」と主張した。たとえば繰り上がりのない「26＋43」の方が繰り上がりのある「6＋8」よりもやさしいというようなことである。廣田はさらに「100以上の数の計算は筆算によらねばならない。筆算で計算するときは数の範囲は無限大である。なぜなら数を横に見るときは大数であっても、筆算の加法で縦に見ればきわめて容易になる」と述べている。

### 計算問題の先習
聚楽式では、小学校1，2年では加減乗除の計算問題（形式算・規則算）を主に教える。その上で小学校3年以降は文章問題（実質算・実用算）を主に教えるという教材配列をとっている。当時も現在も算数教科書では計算問題をした後にすぐに計算問題に関係した文章問題を出すという教材配列を取っているが、廣田はこうしたやり方は「まったく子供の頭の働く方法を無視したやり方である」と批判している。聚楽式ではそうした教材配列を全面的に改革したものとなっている。

### 反復練習の重視
理屈というものは最初から明瞭確実に分かるものではない。根気強く機械的に反復練習するしていれば次第次第に了解されるものである。機械的に教授したのがあとで理解の基礎となる。機械的注入を鬼か蛇のように思って頭から排除するのは児童の心理を無視したものである。
入学初期の児童に数詞を教えるときは、「3つに1つ多い数はなぜ4か」と言ったところで理屈も何もない。ただ「3＋1＝4」「2＋2＝4」「1＋3＝4」である。言語とか文字の教授は絶対的に機械的に注入すべきものである。
廣田はその結果「1時間に多くの教材を課さない」という方針を採っている。毎回同一の教材を同一の順序によって反復練習し、児童の出来具合を見て、少しの新教材を継ぎ足し、反復練習してはさらに前の習熟した教材を省きつつ、新教材を増して反復練習するというように教授して行ったならば、児童の成績が良くなり、教師も児童も乗り気になる。乗り気になったから愉快でたまらない。愉快でたまらないから一生懸命になる。一生懸命になっているから教室の管理もいらないとなる。」としている。

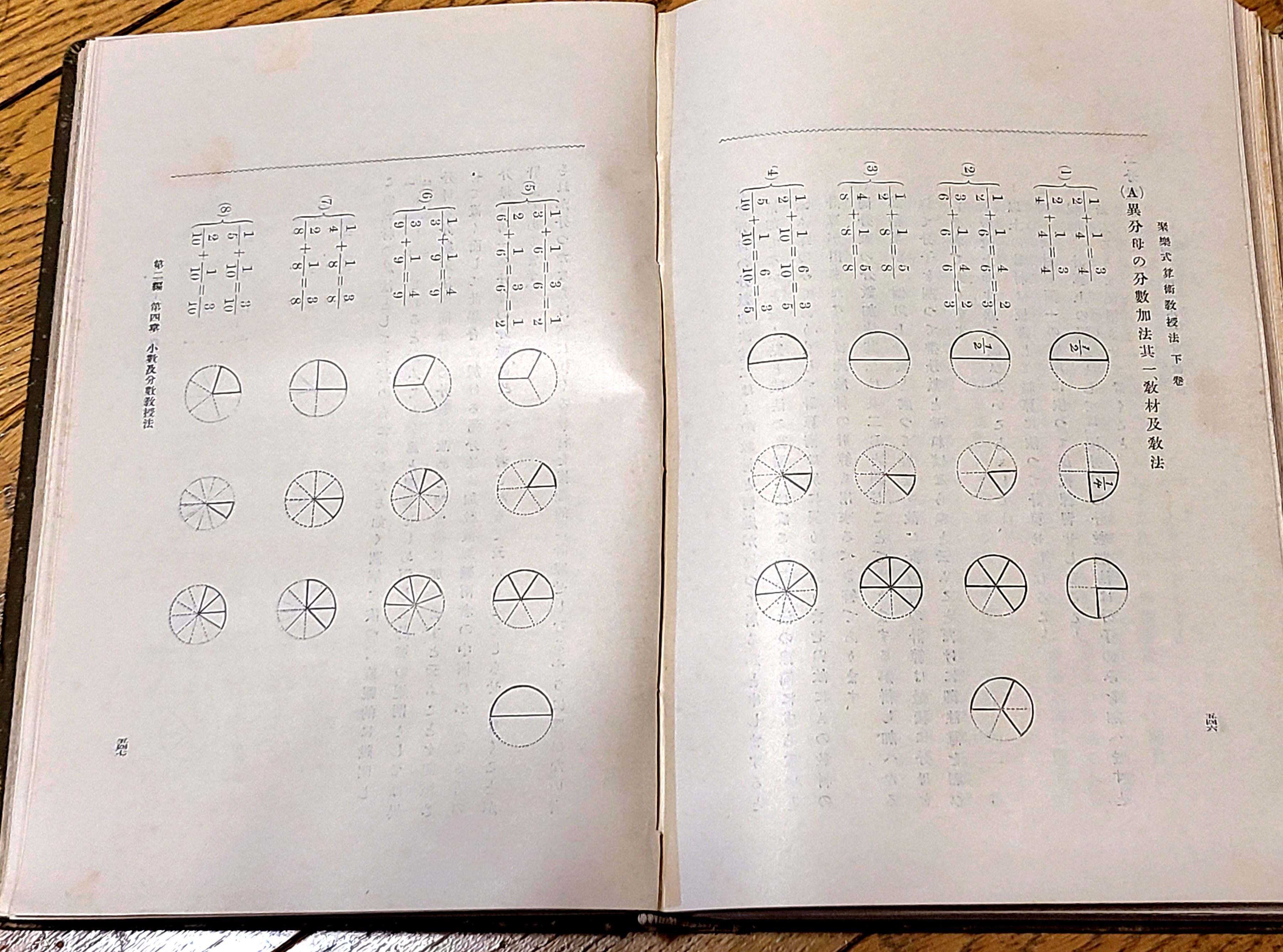
廣田虎之助の『聚楽式算術教授法 下』（1909年）の分数教授部分。

### 実質算の考え方
実質算の目的は、「生活上必要な知識を授与すること」「思考を正確にすること」に重きを置くので計算そのものは軽く見ても良い。ただし形式算を確実に教授しておいてから行うべきである。実質算には「実際的なもの」と「仮定的なもの」の2種ある。実質算の教材配列は思考作用の順序に従って加法から始め、減法、乗法、加減乗応用、等分除、累減除、四則応用へと進めていく。

### 分数の指導
廣田が勤務していた尋常小学校では5学年までしか設置してなかったため、分数の教授は教育課程外だったが、廣田は実験的に尋常4年と5年に分数を教えている。その結果、加減乗除の形式算がしっかり習得できていれば、分数の計算形式を理解させ、記憶させてしまえば、計算そのものは四則計算と同じであるとしている。ただ分数は児童の推理が必要となるところが難しい。たとえば1／2×2＝1は実質的直感で説明することはできるが、19／125×7／13＝133／1625という計算は直感的に説明することはできないとしている。整数の加減乗除は実際的であるだけ理解させることは容易だが、分数の加減乗除はほとんど推理の働きであるために、児童には困難であると述べている。
廣田はまた、分数計算は日常生活では必要ないが、分数教授の目的は思考を正確にすることにある。分数教授は比例算の予備であり、精密なるところまで計算しておくことによって思考を錬磨するのに最も必要な算法であるという考えを持って教授してほしい、と述べている。
聚楽式では、分数は加減乗除と共に最初は円線等によって直感的に説明すること。なし得る限りは整数の加減乗除と対照して説明すること。直感的に説明することが煩雑な場合は、最初の直感的四則計算より推理的に計算させること。などをあげている。

### できない子の救済
廣田の学校では個人的救済方法として毎週3回1回30分の特別教授を行った。その場合の注意点として、「2学年以上であること」「保護者に前もって通知しておくこと」「児童には教師と保護者からしっかり言い聞かせておくこと」「教材は基礎的なものであること」をあげている。「子供が嫌がるのではないか」という反論に対して、廣田は「子供の嫌という原因はできないからであります。毎日教授されている教材よりも簡単な教材を課せばできます。できるから調子に乗って参ります。調子に乗ってくれば先生もう1時間教えてくださいと請求いたします。3学年以上になれば成績の良いものまでこの特別教授を請求いたします。それは今まで算術ができなくて先生に叱られていた子供が、特別教授のおかげでできだした、普通の教授時間に先生に褒められるようになった。そこで自分も特別に教授してもらったらまだまだよくできるに違いないという、欲と名誉心に駆られて請求するのであります。故に子供が嫌という心配はありません」と答えている。

## 聚楽式の評価
聚楽式算数教授法は机上の空論ではなく、廣田の実験的研究の成果に基づいている。兵庫県の学務課長であった田中勝之丞は『聚楽式算数教授法 上』の序文で、「実験証明は科学的断決の必須経路にして、この経路によらなければ何種の問題も正確な結論に達することはできない。廣田君は実際家にして研究家である。私はその研究の結果に対して最も賛成を表する」と高く評価した。
廣田の勤務校では大勢の授業参観者が訪れ、多数の講演を依頼された。聚楽式算数教授法には今でも十分に通用しそうな教育方法がある。